# 法蘭西聯盟
法蘭西聯盟（法語：Union française）是指法蘭西第四共和國體制形成之後，按照1946年10月27日憲法形成的法國和其殖民地之間的統治形態。第二次世界大戰結束之後，歐洲各殖民國家陷入疲敝，各殖民地民族獨立運動激化。1958年，法蘭西聯盟改為法蘭西共同體。

## 歷史
法蘭西聯盟系根據法蘭西第四共和國憲法（1946年10月27日通過）而建立。根據聯盟構想，法國將再無所謂殖民地，而是法國本土、海外省及海外領土等共同構建成一個單一的法蘭西聯盟，或一個單一的法國。
聯盟的目的爲“所有由法國公民居住，及擁戴法國文化的海外領土融合爲一大法蘭西。”同樣作爲殖民帝國，英國與法國的做法有明顯不同：前者傾向建立殖民地當地政府（但日後可能爲演變爲獨立國家政府），而後者則希望建立一個單一制政府統治所有領土。
聯盟設有總統、高級理事會及議會。其中總統即爲共和國總統。議會由共和國院（即法國參議會前身）、國民議會、海外省及領地的地區議會（通常無實權）之成員所組成。高級理事會自1951年第一次召開會議，至1958年聯盟解散，僅召開了三次會議。聯盟的議會是唯一的立法機構。
1956年1月31日，爲了實現阿爾及利亞的和平，聯盟開始放棄同化而支持自治，允許海外領土擁有其當地政府及最終實現獨立。但該進程被打斷——1958年第四共和國爲戴高樂所領導的法蘭西第五共和國所替代，聯盟因而轉爲法蘭西共同體。

## 組成國家
法蘭西聯盟由以下實體組成：
- 法蘭西共和國
  - 法國歐洲本土

  - 海外省，包括阿爾及利亞（阿爾及爾省、瓦赫蘭省、君士坦丁省及南方領土）、1946年根據《海外省法》升格爲海外省的四個行政區： 、 、 、 留尼汪。
- 法國海外領土
  - 法屬西非
    - 科特迪瓦、達荷美 (今貝寧)、几内亚、毛里塔尼亚、尼日尔、塞内加尔、法屬蘇丹 (今馬里)、上伏塔 (今布吉納法索)

  - 法屬赤道非洲
    - 法屬剛果 (今剛果共和國)、加蓬、烏班吉沙立 (今中非共和國)、乍得

  - 科摩羅群島
  - 法屬印度
  - 馬達加斯加
  - 新喀里多尼亞
  - 法屬波利尼西亞
  - 聖皮埃爾和密克隆
  - 法屬索馬利蘭
- 聯繫領土，指法屬聯合國託管地
  - 法屬多哥
  - 法屬喀麥隆
- 聯繫邦，指除了突尼斯和摩洛哥之外的保護國
  - 法屬印度支那
    - 越南國
    - 柬埔寨王國
    - 老撾王國

  - 瓦利斯和富圖納

所有領土面積共計 1,245萬平方公里，人口規模達1.2億，其中：
- 本土 4300 萬人：
- 非洲 1,106 萬平方公里，4880 萬人；
- 亞洲 70.7 萬平方公里，2740 萬人；
- 美洲 9.5 萬平方公里，57.3 萬人；
- 大洋洲 3.5 萬平方公里，6.7 萬人。

其中突尼斯保護國及摩洛哥保護國兩國本以聯繫邦名義加入，但最後拒絕加入聯盟並且於1956年獨立。
另外三個退出法蘭西聯盟的亞洲國家：
- 柬埔寨於1955年9月25日退出[10]
- 越南國於1955年12月9日退出[11]
- 老撾於1953年10月22日退出

法屬印度於1950年-1954年期間陸續併入印度。